# Haukur Heiðar Hauksson
Haukur Heiðar Hauksson (ur. 1 września 1991 w Akureyri) – islandzki piłkarz grający na pozycji prawego obrońcy w islandzkim klubie Knattspyrnufélag Akureyrar.

## Kariera klubowa
Swoją karierę piłkarską Hauksson rozpoczął w klubie Akureyrar. W 2008 awansował do pierwszego zespołu i wtedy też zadebiutował w nim w 1. deild (II poziom rozgrywek). W zespole Akureyri grał do końca 2011. W 2012 przeszedł do grającego w Úrvalsdeild Reykjavíkur. Zadebiutował w nim 6 maja 2012 w zremisowanym 2:2 domowym meczu ze Stjarnanem. W 2012 zdobył Puchar Islandii, a także Superpuchar Islandii. W 2013 wywalczył mistrzostwo Islandii, a w 2014 roku ponownie sięgnął po puchar i superpuchar kraju.
Na początku 2015 Hauksson odszedł z Reykjavíku do AIK Fotboll. Swój ligowy debiut w AIK zaliczył 6 kwietnia 2015 w wygranym 2:1 domowym spotkaniu z Halmstads BK. W 2018 roku został mistrzem Szwecji. Po zakończeniu mistrzowskiego sezonu odszedł z klubu i powrócił na Islandię, gdzie dołączył do Knattspyrnufélag Akureyrar.
| Sezon | Klub        | Kraj     | Rozgrywki   | Mecze | Bramki |
| ----- | ----------- | -------- | ----------- | ----- | ------ |
| 2008  | Akureyrar   | Islandia | 1. deild    | 19    | 0      |
| 2009  | Akureyrar   | Islandia | 1. deild    | 22    | 1      |
| 2010  | Akureyrar   | Islandia | 1. deild    | 19    | 1      |
| 2011  | Akureyrar   | Islandia | 1. deild    | 20    | 4      |
| 2012  | Reykjavíkur | Islandia | Úrvalsdeild | 15    | 1      |
| 2013  | Reykjavíkur | Islandia | Úrvalsdeild | 16    | 1      |
| 2014  | Reykjavíkur | Islandia | Úrvalsdeild | 21    | 1      |
| 2015  | AIK Fotboll | Szwecja  | Allsvenskan | 23    | 0      |
| 2016  | AIK Fotboll | Szwecja  | Allsvenskan | 18    | 4      |
| 2017  | AIK Fotboll | Szwecja  | Allsvenskan | 12    | 1      |
| 2018  | AIK Fotboll | Szwecja  | Allsvenskan | 4     | 0      |

## Kariera reprezentacyjna
Hauksson grał w młodzieżowych reprezentacjach Islandii. W dorosłej reprezentacji Islandii zadebiutował 19 stycznia 2015 w zremisowanym 1:1 towarzyskim meczu z Kanadą, rozegranym w Orlando. W 2016 roku pojechał z kadrą na Mistrzostwa Europy w Piłce Nożnej 2016.